# باگونبونگ
باگونبونگ (به لاتین: Baegunbong) یک کوه و قله در کره جنوبی است که در کره جنوبی واقع شده‌است. باگونبونگ ۹۴۰ متر بالاتر از سطح دریا واقع شده‌است.